# Daniele
Daniele ist ein seltener deutscher weiblicher Vorname sowie ein italienischer männlicher Vorname, die italienische Variante des Vornamens Daniel. Zur Herkunft und Bedeutung des Namens siehe hier.

## Namensträger

### Vorname
- Daniele Balli (* 1967), italienischer Fußballspieler
- Daniele Barbaro (1513–1570), italienischer Übersetzer und Kommentator
- Daniele Barioni (1930–2022), italienischer Opernsänger
- Daniele Baselli (* 1992), italienischer Fußballspieler
- Daniele Bennati (* 1980), italienischer Radrennfahrer
- Daniele Bonera (* 1981), italienischer Fußballspieler
- Danièle Boni-Claverie (* 1942), ivorisch-französische Politikerin
- Daniele Buzzi (1890–1974), Schweizer Grafiker, Zeichner, Plakatkünstler, Ingenieur und Architekt
- Daniele Cacia (* 1983), italienischer Fußballspieler
- Daniele Caimmi (* 1972), italienischer Langstreckenläufer
- Daniele Callegarin (* 1982), italienischer Straßenradrennfahrer
- Daniele Cappellari (* 1997), italienischer Biathlet
- Daniele Caramani (* 1968), italienischer Politikwissenschaftler
- Daniele Cesaretti (* 1954), san-marinesischer Radrennfahrer
- Daniele Chiffi (* 1984), italienischer Fußballschiedsrichter
- Daniele Comboni (1831–1881), katholischer Priester und Ordensgründer, 2003 Heiligsprechung
- Daniele Conti (* 1979), italienischer Fußballspieler
- Daniele Contrini (* 1974), italienischer Radrennfahrer
- Daniele Corvia (* 1984), italienischer Fußballspieler
- Daniele Crespi (1597–1630), italienischer Maler
- Daniele D’Agaro (* 1958), italienischer Jazz-Musiker
- Daniele Damiano (* 1961), italienischer Fagottist
- Daniele De Rossi (* 1983), italienischer Fußballspieler
- Daniele Dessena (* 1987), italienischer Fußballspieler
- Daniele De Vezze (* 1980), italienischer Fußballspieler
- Daniele Doveri (* 1977), italienischer Fußballschiedsrichter
- Daniele Farlati (1690–1773), italienischer Kirchenhistoriker und Jesuit
- Daniele Finzi Pasca (* 1964), Schweizer Theaterautor, Regisseur, Clown,  und Choreograph
- Daniele Fortunato (* 1963), italienischer Fußballspieler
- Daniele Galloppa (* 1985), italienischer Fußballspieler
- Daniele Ganser (* 1972), Schweizer Historiker und Publizist
- Daniele Garozzo (* 1992), italienischer Florettfechter
- Daniele Gastaldello (* 1983), italienischer Fußballspieler
- Daniele Gatti (* 1961), italienischer Dirigent
- Daniele Legler (1950–2022), Schweizer Schauspieler
- Daniele Liotti (Schauspieler) (* 1971), italienischer TV- und Kinoschauspieler
- Daniele Luchetti (* 1960), italienischer Filmregisseur, Drehbuchautor und Schauspieler
- Daniele Manin (1804–1857), italienischer Politiker
- Daniele Marques (* 1950), Schweizer Architekt und Universitätsprofessor
- Daniele Masala (* 1955), italienischer Moderner Fünfkämpfer
- Daniele Massaro (* 1961), italienischer Fußballspieler
- Daniele Mastrogiacomo (* 1954), italienisch-schweizerischer Journalist
- Daniele Molmenti (* 1984), italienischer Kanute
- Daniele Mondello (* 19**), italienischer DJ und Musikproduzent
- Daniele Nardello (* 1972), italienischer Radrennfahrer
- Daniele Negroni (* 1995), Sänger
- Daniele Orsato (* 1975), italienischer Fußballschiedsrichter
- Daniele Padelli (* 1985), italienischer Fußballspieler
- Daniele Pantano (* 1976), Schweizer Dichter, Schriftsteller und Übersetzer
- Daniele Paris (1921–1989), italienischer Dirigent und Komponist
- Daniele Pellissier (1905–1972), italienischer Skisportler
- Daniele Pietropolli (* 1980), italienischer Radrennfahrer
- Daniele Pontoni (* 1966), italienischer Radrennfahrer
- Daniele Portanova (* 1978), italienischer Fußballspieler
- Daniele Ratto (* 1989), italienischer Straßenradrennfahrer
- Daniele Righi (* 1976), italienischer Radrennfahrer
- Daniele Rizzo (* 1984), italienisch-deutscher Internet-Comedian
- Daniele Rugani (* 1994), italienischer Fußballspieler
- Daniele Salera (* 1970), italienischer römisch-katholischer Geistlicher und Bischof von Ivrea
- Daniele Sette (* 1992), Schweizer Skirennfahrer
- Daniele Silvestri (* 1968), italienischer Sänger und Songschreiber
- Daniele Verde (* 1996), italienischer Fußballspieler
- Daniele da Volterra (1509–1566), italienischer Maler und Bildhauer

### Vorname (weiblich)
- Daniele Hypólito (* 1984), brasilianische Turnerin
- Daniele Muscionico (* 1962), Schweizer Kulturjournalistin und Buchautorin

### Familienname
- Franco Daniele, italienischer Drehbuchautor und Filmregisseur
- Gaetano Daniele (* 1956), italienischer Filmproduzent
- Pino Daniele (1955–2015), italienischer Sänger